# Багатозначність
Багатозначність або Полісемі́я (грец. πολυσημεία «багатозначність», інша назва «багатозначність слова») — наявність у мовній одиниці (слові, фраземі, граматичній формі, синтаксичній конструкції) кількох значень.
Багатозначність — це:
- термін, який має кілька або багато значень.
- той, який має велике значення.
- слово, яке містить у собі натяк на що-небудь; також промовистий, виразний.
- у математиці — який складається з багатьох цифрових знаків. Багатозначне число.
- у переносному значенні — складний, глибокий, багатий за змістом, сенсом.

Полісемія буває радіальною та ланцюжковою. Антонімічний термін — моносемія або однозначність. Якщо значення однакових слів втратили смисловий зв'язок, то вони стають омонімами, які вже не мають між собою нічого спільного, напр.: аспід (змія і мінерал), банка (посуд, мілина, а також лава для гребців), коса (знаряддя і волосся), місяць (супутник Землі і час) тощо.

## Приклади
Слово «драматургія» означає:
1. драматичне мистецтво;
2. сукупність драматичних творів письменника, літературного напряму, народу, епохи;
3. теорія побудови драматичного твору.

Багатозначність слова виникає у процесі розвитку мови. Наприклад, в українській мові «вік» залежно від контексту може означати:
1. століття (мудреці про жінок: «Царство жінки — це царство ніжності, тонкості і терпіння». Віки і тисячоліття світової історії осяяні мудрістю та любов'ю, чарівністю та красою Вас — берегинь домашнього вогнища та продовжениць людського роду);
2. життя кого-небудь («Батько кінчає свій вік, а син починає», Коцюбинський);
3. період часу, епоху («У дитячі любі роки Я любила вік лицарства», Леся Українка);
4. довгий час («Тому сидіти доведеться, гляди — і цілий може вік», Котляревський);
5. ступінь у розвитку людини («З того віку дитячого поперед усього пам'ятаю нашу хату білу», Марко Вовчок);
6. у сполученні з часткою «не» — в значенні «ніколи» («Раз добром нагріте серце, вік не прохолоне», Шевченко);
7. ствердження «завжди» («Потім хвилі морські голоситимуть вік надо мною», Леся Українка).

## У Вікіпедії
- Неоднозначність або Багатозначність — окрема стаття для розрізнення енциклопедичних статей з однаковими назвами, але різними значеннями.